# Ignasi Moreta
Ignasi Moreta Tusquets (Barcelona, 1980) es un editor, curador, autor y profesor universitario español.

## Biografía
Doctor en Humanidades por la Universidad Pompeu Fabra (UPF), donde es profesor, se ha especializado en el estudio del pensamiento de Joan Maragall, al que dedicó su tesis doctoral. Es investigador del grupo de investigación de la Bibliotheca Mystica et Philosophica Alois M. Haas (UPF) sobre estética y religión, y del grupo de investigación «A Cura De» de la Universidad Autónoma de Barcelona sobre edición de textos catalanes prefabrianos. Ha publicado trabajos de investigación en el ámbito de la filología catalana y de las religiones en diversas revistas especializadas. Ha cuidado de la edición de dos libros de Maragall —Visions & cants (2003) y La Semana Trágica (2009)—, y forma parte del comité editorial de la edición crítica de las obras completas de Joan Maragall. Es director literario de Fragmenta Editorial, que fundó —junto con Inês Castel-Branco— en 2007. Ha publicado No et facis posar cendra. Pensament i religió en Joan Maragall (2010), Joan Maragall, pensador religiós (2012), Converses amb Josep Rius-Camps (2014) y Conversa amb Lluís Duch. Religió, comunicació i política (2019), los dos últimos en catalán y español.